# ديفيد بيشوب
ديفيد بيشوب هو رجل دين وسياسي كندي، ولد في 15 مارس 1942 في كندا، وتوفي في 8 يوليو 2017 في نفس البلد. حزبياً، نشط في الحزب التقدمي المحافظ في نيو برونزويك ‏. وقد انتخب عضو الجمعية التشريعية لنيو برونزويك ‏.